# Râul Mașa-Bașa
Râul Mașa-Bașa este curs de apă afluent al râului Bâsca Mare. 

## Hărți
- Harta Turistică Covasna